# Ghost Ranch
Ghost Ranch è un luogo di ritiro e di educazione spirituale gestito dalla Chiesa Presbiteriana USA, situato vicino al paese di Abiquiú, nello stato del Nuovo Messico.

## Storia
Esso è il soggetto di molti paesaggi della pittrice statunitense Georgia O'Keeffe, che vi aveva una casa di vacanze nel 1934, poi residenza stabile dal '49 sino alla sua morte. L'ultimo proprietario del Ghost Ranch fu Arthur Newton Pack, il quale donò il ranch alla Chiesa Presbiteriana. 
Il Ghost Ranch comprende un famoso sito paleontologico che conserva dinosauri del Triassico. Ossa fossili vi sono state trovate sin dal 1885. Nel 1947 il paleontologo Edwin Colbert documentò la scoperta di oltre un migliaio di scheletri fossilizzati di un piccolo dinosauro del Triassico, chiamato Coelophysis bauri, in uno scavo del sito. Nel 2007 resti fossili di Dromomeron romeri, dell'antico gruppo dei dinosauromorfi basali, sono stati ritrovati nello scavo Hayden.